# Jomtow
Jomtow (auch Jomtob, Jom Tob, Jomtov oder Jom Tov) ist ein hebräischer Vorname.

## Bedeutung
Jomtow (hebräisch יום טוב) bedeutet ‚Feiertag‘ (wörtlich: ‚guter Tag‘). Der Begriff bezieht sich auf eine gewisse Klasse jüdischer Feste (siehe Betza). Der Name Bondy ist von Jomtow abgeleitet.

## Namensträger
- Jom Tob ben Abraham aus Sevilla (1250–1320), spanisch-jüdischer Gelehrter, Talmudist und Religionsphilosoph.
- Jomtov Benjaes, jüdischer Gelehrter und von 1639 bis 1642 der Großrabbiner (Chacham Baschi) der Türkei in Konstantinopel
- Salomon Jomtob Bennett (ca. 1767–1841), Kupferstecher
- Jom Tov Ehrlich, jüdischer Musiker und Rabbiner (1914–1990)
- Jomtov Hananiah Benjakar, 1642 bis 1677 der Großrabbiner (Chacham Baschi) der Türkei in Konstantinopel
- Jomtow Lipmann Heller (Jom Tob Lipmann Heller; 1579–1654), Talmudist und Rabbiner
- Jomtob Lipmann Mühlhausen (Jomtow Lipmann), Rabbiner und Halachist in Böhmen im späten 14. und frühen 15. Jahrhundert